# Свирање у грудима
Свирање у грудима, звиждање у грудима или визинг (од енг. речи wheezing)  један је од симптома у пулмологији (када га чују друге особе) и/или знак болести (када се чује само аускултацијом).

## Етиопатогенеза
Свирање у грудима су пратећи плућни шумови које карактерише трајање дуже од 250 мс. Према дужини трајања разликују се два типа свирања у плућима:
- свирање високог тона  које има фреквенцију од око 400 Хз или више, карактеристичниг звиждућег или шиштећег квалитета,

- свирање ниског тона (кркори), који имају  стругав или крчећи квалтет.

Поред различитог квалитета тона, континуирани пратећи шумови се  описују и као удисајни (инспираторни) или издисајни (експираторни), кратки или дуги, појединачни или вишеструки шумови. 
Како је високо и тихо шиштање гласно оно често маскира дисајне шумове. 
Најчешће прихваћено објашњење о механизму звиждања је да су респираторни путеви попут цевни које се понашају аналогно вибрирајућој трсци. Према неким акустичним тестовима констатовано је да свирање у грудима настаје када су дисајни путеви сужени скоро до нивоа затварања, тако да супротни зид почиње да вибрира.
Свирање у грудима узрокују:
- опструктивна обољења плућа и дисајаних путева, најчешће опструктивним бронхоспазмом у бронхијалној астми или отоком (едемом) слузокоже (алергијске реакције на полен, хемикалије, перут кућних љубимаца, прашину, храну или убоде инсеката),
- конгестивна срчана инсуфицијенција,
- упала плућа,
- појачано присуство секрета у дисајаним путевима,
- страно тело у дисајним путевима,
- пушење дувана,
- апнеја у сну,
- спољашња компресиј дисајних путева (нпр туморима),
- гастроезофагеална рефлуксна болест (ГЕРБ),
- проблеми са гласним жицама,
- цистична фиброза

Како најужи део дисајних путева чини трахеја и прве четири генерације бронха, тек после четврте генерације, попречни пресек дисајних путева се нагло повећава. Зато свирање у грудима настаје само уколико се, директно или индиректно, сузе трахеја и велики бронхи.
Уколико је већи број малих дисајних путева опструиран, заостаје већа количина ваздуха у алвеолама. Да би се тако заробљени ваздух истиснуо, потребна је снажнији грч дисајне мускулатуре, што резултује повећањем перибронхијалног притиска, који сужава трахеју и велике бронхе.
Рендгенски је показано да се код опструкције малих дисајних путева трахеја може сузити за 30%, па и 50% њеног пречника.
С обзиром да су трахеја и бронхи детета мекши него код одрасле особе, они ће и лакше колабирати, тако да је свирање у грудима много чешћи симптом у одојчади и мале деце, него код старије деце и одрсалих.

### Фактори ризика
Свако може имати звиждање у плућима неком периоду живота. Код новорођенчади, оно је вероватно због њихових мањих дисајних путева. Такође је често код деце која имају астму или бронхиолитис.
Одрасли који пуше или који имају емфизем плућа или срчану инсуфицијенцију имају већу вероватноћу да имају звиждање у плућима.

## Клиничка слика
При нормалном дисању, линеарна брзина ваздуха у трахеобронхијалном стаблу није довољна да доведе до свирања у грудима, нити било каквог другог звука који се чује без стетоскопа. Дисање постаје чујно у околини тек када, сужења дисајним путевима доведу до турбулентног протока ваздуха.

## Дијагноза
Дијагноза сновног обољење које прати свирање у грудима се поставља на основу:
- анамнезе и историје болести,

- објективног прегледа (ускултације),

- исипитивања плућне функције,

- прегледа испљувка (спутума),

- сликовних радиолошких метода (рендгенографије грудног коша, компјутеризоване томографије, нуклеарна магнетна резонанце, сцинтиграфије плућа и др).

## Терапија
Лечење се примарно заснива не терапији основног обољење које је узроковало свирање у грудима.
Прва ствар коју лекар може да уради је да пацијенту да кисеоник, а у тежим случајевима да га прими  у болници док не оздрави.
Од лекова најчешће се користе лекови за бронходилатацију који ублажавају оток и отварају дисајне путеве. Инхалациони кортикостероиди за борбу против упале и нтагонисти леукотриенских рецептора за спречавање симптома астме и алергије.